# Susami
Susami (Japans: 上富田町, Susami-cho) is een Japanse gemeente in het district Nishimuro, in de prefectuur Wakayama.
Op 1 januari 2008 had de gemeente 5069 inwoners. De bevolkingsdichtheid bedroeg 29 inw./km². De oppervlakte van de stad is 174,71 km²,

## Partnerstad
Susami heeft een stedenband met:
- Neyagawa, Osaka

## Trivia
Voor de kust van Susami is er een onderwaterbrievenbus. Deze brievenbus is officieel erkend als een onderdeel van Japans postsysteem. Op drukke dagen bevinden er zich soms wel 200 poststukken in de brievenbus. 